# جنگ ایران و عثمانی (۱۸۲۳–۱۸۲۱)
جنگ ایران و عثمانی (۱۸۲۱–۱۸۲۳) جنگی از سال ۱۸۲۱ تا سال ۱۸۲۳ میلادی میان قاجاریان و امپراتوری عثمانی بود. پس از زیان‌های شدید ناشی از درگیری ایران و روسیه (۱۸۰۴–۱۸۱۳)، ولیعهد عباس میرزا اقدام به نوسازی ارتش نمود و به سبب این امر، وی افسرانی را از انگلستان دعوت کرد تا نیروهای نظامی ایران را آموزش دهند. حمله‌های نیروهای عثمانی به منطقه آذربایجان ایران که به بهانه سرکوب شورشیان انجام شده بود، بهانه‌ای به دست عباس میرزا داد تا با تحریک اروپایی‌ها به مناطق بغداد و شهرزور حمله کرده و با گرفتن زمین از عثمانی‌ها خسارات جنگ با روسیه را جبران کنند. عباس میرزا در سال ۱۸۲۱ حملات خود را به منطقه آناتولی شرقی آغاز نمود. نیروهای ایران و عثمانی در منطقه نزدیک به دریاچه وان با یکدیگر روبرو شدند. این نبرد که به نبرد ارزروم نیز مشهور است، به پیروزی ایرانیان منجر شد. ولی بعد سپاه ایران به وبا دچار شده و فتح علی شاه مجبور به صلح گشت. و پیمان ارزروم منعقد شد.

## زمینه
نا آرامی میان دو امپراتوری به علت پناه دادن امپراتوری عثمانی به قبیله‌های کودتایی از ایران، استان آذربایجان شدت پیدا کرده بود. اقوام مرزنشین کرد همچون اقوام حیدران و سیپکی روابط میان دو امپراتوری را مغلق کرده بود. همانند، زمانیکه درویش پاشا، حامی استان وان،
ترکیه، از پس فرستاندن اقوم کرد سیپکی که متحصن گردیده و در ارچش اسقرار پیدا کرده بودند، اجتناب نمود. سپس ایران تجنید نمود. .
جنگ عثمانی و ایران که در سال ۱۸۲۱ شروع شد همان قسمتی از سری جنگ‌های میان دو امپراتوری بود که به اثر گذاری‌های قدرت‌های خارجی، به خصوص امپراتوری بریتانیا نسبت داده می‌شد. و امپراتوری روسیه. ایرانی‌ها و عثمانی‌ها در ناحیه‌های رسوخ خود بودند و به پیکار خود کشیده شدند. امپراتوری روسیه در تلاش بود تا بر امپراتوری عثمانی فشار بیاورد که در آن وقت در جنگ با یونانیان بود.

## محمدعلی دولتشاهو نبرد با عثمانی
داودپاشا (وزیر بغداد) و محمودپاشای بابان (حاکم شهر زور، سلیمانیه فعلی) و محمد آقا کهیا وزیر محمود دوم عثمانی به درخواست دولت مرکزی و به منظور پاسخ دادن به حملات شاهزاده عباس‌میرزا، لشکری آراستند و به سوی سرحد ایران در راستای بغداد شتافتند. در ذوالحجه الحرام ۱۲۳۶ هجری قمری مطابق با سال ۱۸۲۱ میلادی شاهزاده محمدعلی میرزا (حاکم ولایات غربی ایران) چون خبر حرکت سپاه عثمانی را شنید با حدود پانزده‌هزار جنگجو از کرمانشاه به سرداری پهلوان موسی خمیس، حسن خان فیلی و اسد خان بختیاری خارج شد و به سوی سرحد تاخت. او به رشادت و شهامت و عقل و ذکا موصوف و به کاردانی و قدرشناسی و به بطش (سخت‌گیری) و جلادت (دلیری) مشهور و معروف بود. فتحعلی‌شاه حکومت کرمانشاهان، خوزستان، بختیاری، بابان و جاف را به او واگذار کرده بود.
محمدعلی میرزا در هیجدهم ذیحجه قریب به شهر زور لشکرگاه کرد و محمدآقای کهیا و محمودپاشا در یاسین‌تپه که از سه جانب با آب پیوسته و از یک جانب با خلاب (لجن‌زار، باتلاق)، سنگری راست کرده بنشست و ۱۵ عدد توپ در پیش سنگر بداشتند.
در این هنگام محمودپاشا (حاکم زور) کسانی را نزد شاهزاده فرستاد که اگر مرا امان دهید، فردا که دو سپاه در برابر هم صف آراستند، من ناگهان همراه کسان خود به شما خواهم پیوست و با هم بر قوای مقابل می‌تازیم. اما شاهزاده که از پیشنهاد او بوی توطئه می‌شنید پاسخ درستی به او نداد و فرستادگانش را پس فرستاد. محمودپاشا با حمایت محمدعلی‌میرزا و دولت ایران حکومت زور را به دست آورده بود و به همین دلیل هم چنین پیشنهادی فرستاد اما شاهزاده به او اعتماد نکرد و کار را به نبرد روز بعد واگذاشت. عهدنامه ناشی از این نبرد که عهدنامه ارزروم نامیده می‌شود، سبب شد که هر دو دولت، مرزهای پیشین خود را به رسمیت بشناسند.
او روز دیگر که خورشید سر بر زد، ساخته جنگ گشت و موسی -رئیس ایل ملکشاهی و دریافت‌کننده فتح نامه- و ده معلم انگریز -افسران انگلیسی مسئول زنبورک خانه و توپخانه- را با جماعتی از سرباز و سوار و توپخانه و زنبورک‌خانه از میان دره چنان‌که خصم ندیده و ندانست بفرستاد تا ناگاه از قفای دشمن درآیند و نبرد آزمایند و خود لشکر را جنبش داده میمنه و میسره راست کرد و بر فراز تلی صعود کرده جبین بر خاک نهاد و از کارسازِ بی‌نیاز طلب نصرت نمود و سخت بگریست. آنگاه به میان سپاه آمد. از دو سوی گیرودار دلیران بالا گرفت و دهان توپ و تفنگ صاعقه‌بار آمد و از خون مردان خاک میدان گونهٔ لعل و مرجان گرفت. رومیان (عثمانی‌ها) را مجال درنگ نماند، پشت با جنگ داده به یک بار روی برتافتند.
محمودپاشای بابان (حاکم شهر زور، سلیمانیه فعلی) و محمدآقا کهیا وزیر سلطان محمود دوم عثمانی عنان زنان به سوی کرکوک گریختند و لشکرگاه و توپخانه عثمانی‌ها به راحتی به چنگ قوای شاهزاده افتاد. محمدعلی میرزا به سلیمانیه رفت و عبدالله‌پاشا، عموی علی‌پاشا (والی وقت دیاربکر) را که پیشتر به ایران گریخته و به او پناهنده شده بود، به حکومت شهر زور منصوب کرد. ماه محرم رسید و شاهزاده موقتاً دست از جنگ کشید و محرم را در سلیمانیه ماند. با پایان محرم و رسیدن صفر ۱۲۳۷ه‍.ق خیمه بیرون زد و به قصد گشودن بغداد لشکر آراست. اما قضا در کمین او بود.

در این نبرد چهار هزار سپاهی از ایل ملکشاهی چمزی که شامل صد سوار مشهور از ایل ملکشاهی چمزی و صد مبارز گرز به دست از ایل ملکشاهی چمزی (که بعدها به پاس رشادتشان و استفاده از چماق و گرز در این نبرد و نبردهای قبلیشان با متجاوزان عثمانی به طوایف گرزدین‌وند مشهور شدند، که عبارتند از: طوایف خمیس، کاظم بگ، نقی، حسین بگ، رستم بگ، ملگه، شکربگ و خداداد) و سه هزار و هشتصد پیاده‌نظام، به سرداری پهلوان موسی خمیس در رأس سپاه ایران قرار گرفتند. به پاس این افتخار، نقش برجسته‌هایی از این دلاور مردان در باغ نظر شیراز و موزه پارس به یادگار مانده است که کمربند اعطایی فتحعلی شاه قاجار بر کمر پهلوان موسی خمیس نمایان است.
شمیم در کتاب خود، در مورد نقش ایل ملکشاهی چمزی به ریاست و سرداری پهلوان موسی خمیس و حسن خان والی- والی ایلام و لرستان - که در رکاب محمد علی میرزا دولتشاه شاهزاده قاجار و فرزند فتحعلی شاه قاجار بوده‌اند و به دولت عثمانی حمله برده و بغداد را محاصره کرده‌اند، چنین نوشته است:
«سپاه دیگر ایران به فرماندهی دولتشاه، در حوالی شهر زور و کنار سیروان رود با کمک حسن خان فیلی و جنگجویان فیلی پشتکوه به خصوص ایل ملکشاهی چمزی (سند فتح نامه) سپاه محمد آقای کهیا و محمود پاشا را شکست دادند و فراریان ترک را تا کرکوک عقب راندند (اواخر ذو الحجه ۱۲۳۶و اوایل محرم ۱۲۳۷ هجری قمری). دولتشاه سلیمانیه را متصرف شد و از راه سامرا به طرف بغداد حمله برد. داودپاشا، حاکم بغداد، در محاصره افتاد و شیخ موسی پسر شیخ جعفر نجفی را برای شفاعت نزد دولتشاه فرستاد. اتفاقاً دولتشاه در همان اوقات بیمار شد و در محل طاق کسری وفات یافت(۲۶ صفر ۱۲۳۷ هجری قمری)
هدایت در مورد رشادت سواران فیلی و به خصوص طوایف گرزدین‌وند ایل ملکشاهی چمزی در حمله به سپاه عثمانی در سال ۱۲۳۶ هجری قمری و دریافت فتح نامه چنین نوشته است: «سواران فیلی در هلاک و قتل مبارزان ینی چری، با قابض ارواح، سهیم و شریک گشتند.»